# Квельмальц, Самуэль Теодор
Самуэль Теодор Квельмальц (нем. Samuel Theodor Quelmalz; 1696—1758) — немецкий врач-писатель.
Был деканом в Лейпцигском университете, оставил большое число сочинений, в том числе: «De homine electrico», «De miranda corporis formatione ex ovulo» (1748), «De virtutibus electricis medicalis» (1753), «De uteri ruptura» (1756) и др.

## Биография
В 1726 году Квельмальц получил должность адъюнкт-профессора анатомии и хирургии медицинского факультета Лейпцигского университета, в 1737 году он был назначен профессором физиологии, в 1747/1748 годах — анатомии и хирургии, с 1747 по 1758 год — патологии, а в 1757 году — терапии; отказавшись от приглашения в Санкт-Петербург, он был переведен на должность адъюнкт-профессора анатомии и хирургии. он выключен.
В 1757/1758 годах он также был деканом медицинского факультета Лейпцигского университета. В 1748 году он также стал членом Коллегии великих князей Лейпцигского университета.